# Dudusa
Dudusa é um gênero de traça pertencente à família Arctiidae.